# مرض بيك
مرض بيك هو نوع من الخرف يصيب الشق الأمامي الصدغي، وهو مرض نادر يصيب الأعصاب ويتسبب في تلف خلايا الدماغ تدريجياً وتشمل أعراضه الخرف وفقدان الذاكرة. 
مصطلح «بيك» كان يستخدم سابقًا وصف الأمراض العامة المتعلقة بخلل الفص الأمامي في الدماغ، بينما حاليًا يستخدمه المتخصصون لوصف مرض مخصص هو أحد أسباب ضمور الفص الأمامي الخاصة. وبعض الناس يستخدمون مصطلح «مرض بيك» لوصف الحالات العامة السريرية المتعلقة بأعراض الضمور الصدغي، ولكن ذلك أدى إلى الارتباك بين الأخصائيين والمرضى ولذلك يجب أن يقتصر استخدامه على النوع الفرعي للمرض كما هو موضح أدناه.  

## الأعراض
تشمل الأعراض الصعوبة في التحدث وصعوبة في التفكير والتخطيط وبذل مجهود للتواصل مع الأسرة وتغيرات سلوكية مع قلق غير مبرر وصعوبة الالتزام بالسلوك الاجتماعي الصحيح مثل: خرق الآداب وسوء الفهم. ويعتبر فرط النشاط والسلبية وفقد الإرادة من أعراض المرض.
وبالمقابل التغيير المفاجئ في الشخصية والسلوكيات جعل الطبيب قادراً على التمييز بين مرض بيك والزهايمر.

## حالات ملحوظة
- دون كاردويل (1935-2008) رامي رئيسي في اتحاد كرة التنس.[3]
- تيد دارلينج (1935-1996) مذيع تلفزيوني لفريق الهوكي بافالو سابديس.
- كولين هاو (1933-2009) عميلة رياضة ومنظمة فريق هوكي والمعروفة باسم «سيدة هوكي».[4]
- رالف كلاين (1942-2013) رئيس الوزراء السايق لألبرتا في كندا.
- كيفين مور (1958-2013) لاعب كرة قدم إنجليزية.[5]
- إيرني موس (ولد عام 1949) لاعب كرة قدم إنجليزية.[6]
- قاضي نذر الإسلام (مايو 1899-29 أغسطس 1976).
- نيك بوتر (1951-2013) عازف بريطاني لفرقة فان دير كاف جينيرايتور.[7]
- ديفيد روملهارت (1942-2011) عالم أمريكي في مجال علم النفس المعرفي.
- كولين سافاج، والد لاعب كرة القدم روبي سافاج.[8]